# Trimsjön
Trimsjön är en sjö i Knivsta kommun i Uppland och ingår i Norrströms huvudavrinningsområde. Sjön är 4,8 meter djup, har en yta på 0,0707 kvadratkilometer och befinner sig 36,4 meter över havet.

## Delavrinningsområde
Trimsjön ingår i det delavrinningsområde (664108-162568) som SMHI kallar för Inloppet i Långsjön. Medelhöjden är 26 meter över havet och ytan är 71,71 kvadratkilometer. Det finns ett avrinningsområde uppströms, och räknas det in blir den ackumulerade arean 111,52 kvadratkilometer. Sävjaån (Funboån) som avvattnar avrinningsområdet har biflödesordning 3, vilket innebär att vattnet flödar genom totalt 3 vattendrag innan det når havet efter 117 kilometer. Avrinningsområdet består mestadels av skog (70 procent) och jordbruk (18 procent). Avrinningsområdet har 0,84 kvadratkilometer vattenytor vilket ger det en sjöprocent på 1,2 procent. Bebyggelsen i området täcker en yta av 0,64 kvadratkilometer eller 1 procent av avrinningsområdet.